# Daniele Barbaro

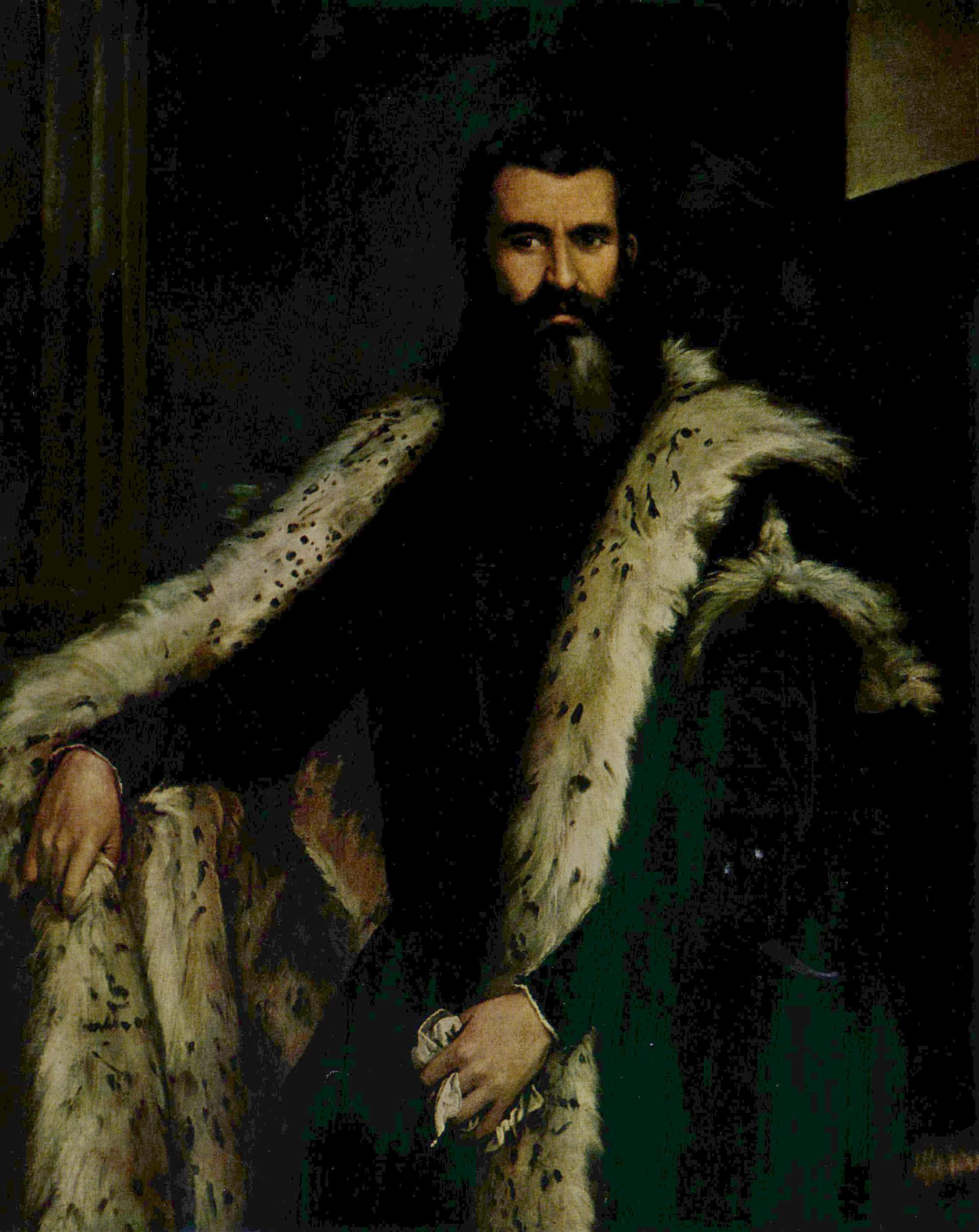
Veronese: Daniele Barbaro, Palazzo Pitti, Florenz

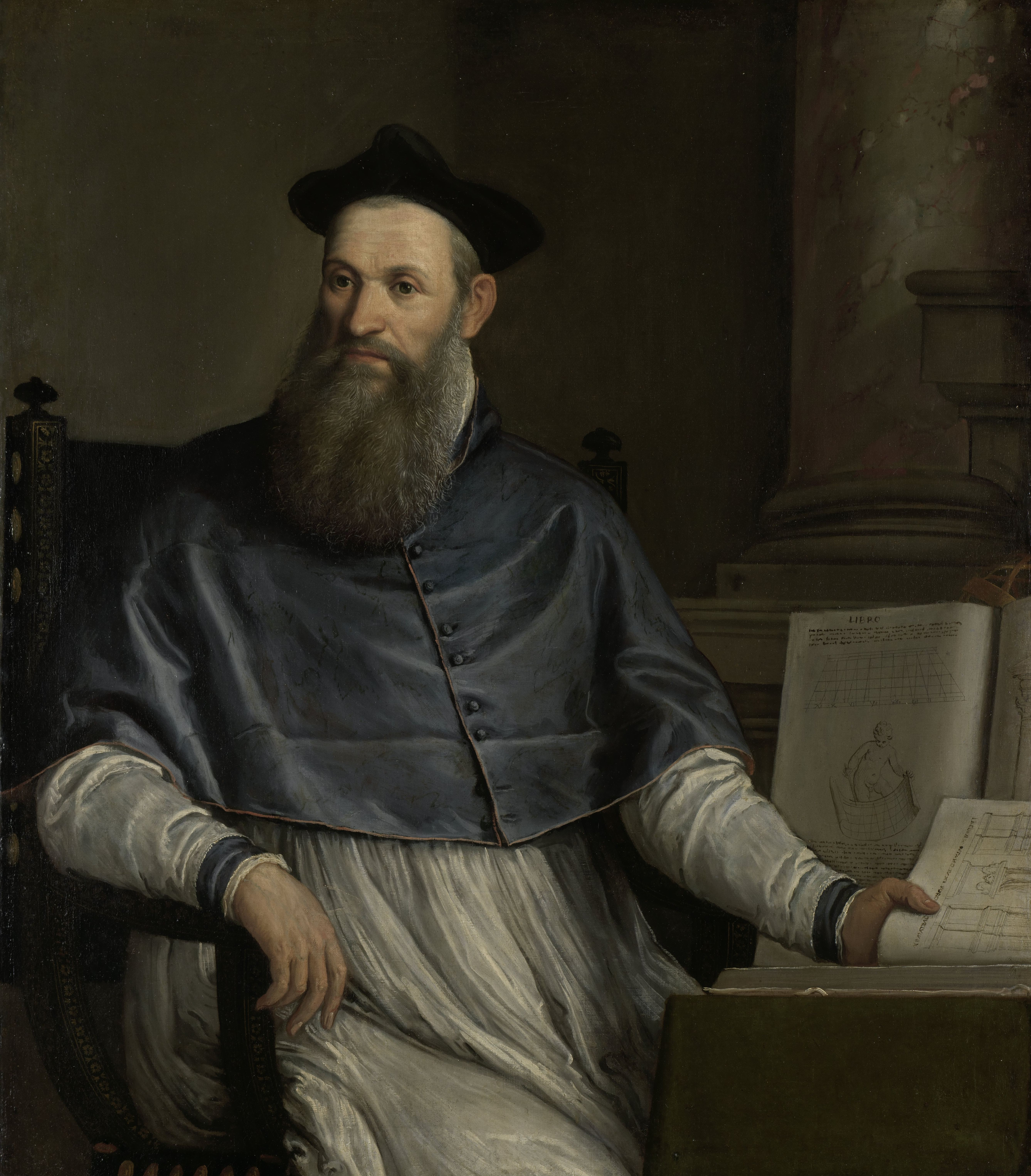
Veronese, Rijksmuseum Amsterdam

Daniele Matteo Alvise Barbaro (* 8. Februar 1513 in Venedig; † 13. April 1570 ebenda) war ein venezianischer Wissenschaftler und Politiker, seit 17. Dezember 1550 Patriarch von Aquileia. Er entstammte dem Adelsgeschlecht der Barbaro.

## Leben
Er war der Sohn von Francesco Barbaro (✝ 1549), Podestà von Verona und Senator der Republik Venedig, und Elena Pisani. Barbaro studierte an der Universität Padua Philosophie, Mathematik und Optik, den Abschluss erwarb er 1540 bei Sperone Speroni. Er war Mitglied der Accademia degli Infiammati. Von ihm stammte 1545 der Entwurf für den Botanischen Garten in Padua. Nach 1541 war Barbaro offizieller Historiker Venedigs (Pubblico storiografico), 1548 wurde er Botschafter in England, 1550 Koadjutor des Patriarchen. Er war einer der drei Repräsentanten der venezianischen Republik während des Konzils von Trient.
Er war mit Künstlern und Literaten wie Bembo und Alvise Corner befreundet. Nach ihm ist der Barbaro Point benannt, eine Landspitze in der Antarktis.

## Werk

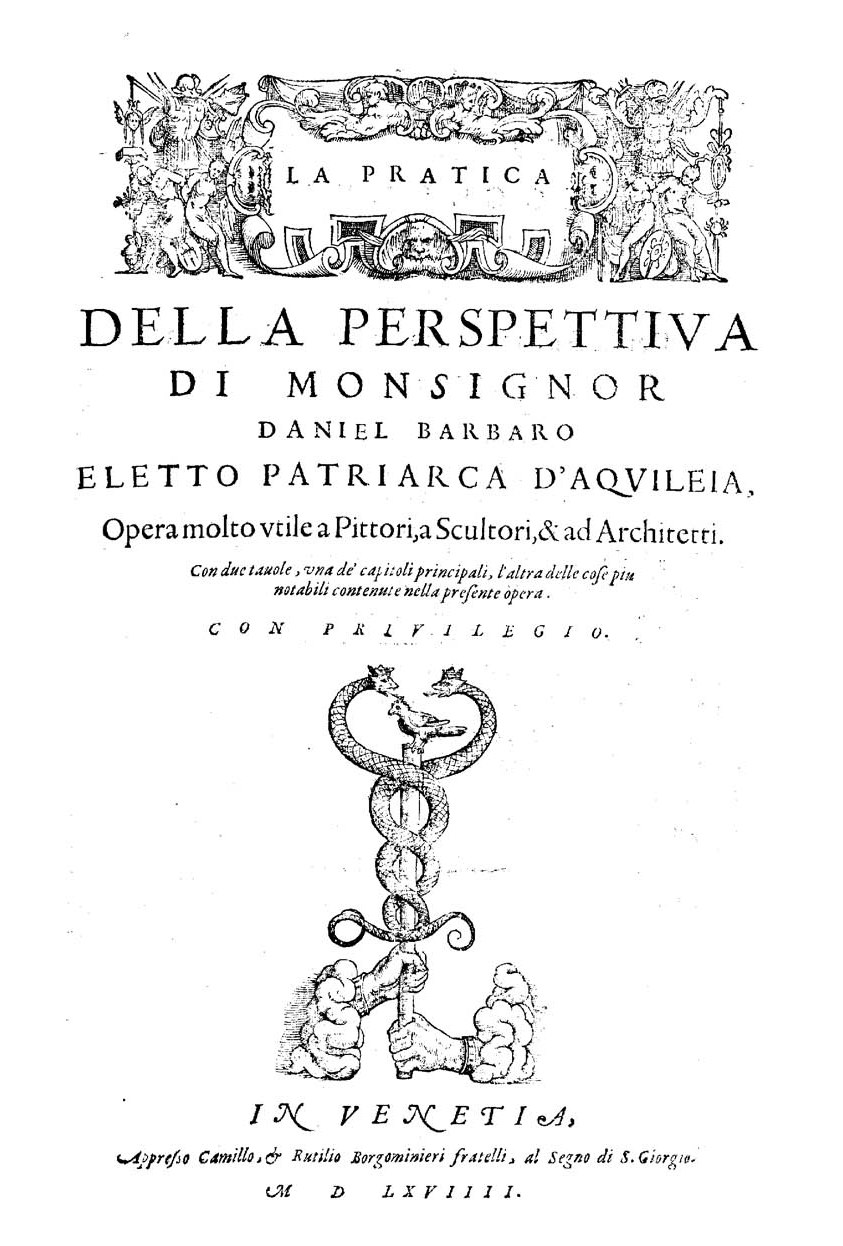
Pratica della perspettiva, 1569

Daniele Barbaros bedeutendste Schrift ist wohl die 1556 veröffentlichte Übersetzung der Bücher des antiken Architekten Vitruv. Er war dabei von Andrea Palladio beraten worden, dessen Illustrationen er nutzte und der dann Vitruv – in eigener Interpretation – zur allgemeinen Architekturnorm erhob. Palladio beriet auch Daniele Barbaro und dessen Bruder Marcantonio Barbaro beim Bau ihrer Villa Barbaro in Maser.
Von Barbaro stammen auch zahlreiche Schriften zu Kunst, Mathematik, Naturwissenschaft und Optik. Erstmals wird der Gebrauch einer geschliffenen Linse in einer Camera obscura in dem Werk La pratica della perspettiva Daniele Barbaro von 1569 beschrieben. Leonardo da Vinci hatte diese Erkenntnis bereits vorher in einem seiner Skizzenbücher aufgezeichnet, die aber zu seinen Lebzeiten nicht veröffentlicht wurden.